# ¡Boom! (Argentina)
¡Boom! fue una adaptación Argentina del concurso del programa del mismo nombre de origen Israel. El programa fue presentado por Leandro "Chino" Leunis junto a Ivana Nadal y se emitió a partir del miércoles 30 de septiembre de 2015 a las 21:15 UTC-3, cambiando luego a las 22:45 h.

## Mecánica (2015)
Dos equipos (el equipo rojo y el equipo azul), de cuatro jugadores cada uno, tienen que desactivar un total de diez bombas respondiendo a preguntas cuyas respuestas están representadas en cada uno de los cables de colores. De este modo, los concursantes deben cortar los cables de aquellas respuestas que consideren erróneas en las bombas. Así, si el jugador responde correctamente, el dinero del premio se mantendrá intacto. Si por el contrario, el jugador corta el cable equivocado o se quedan sin tiempo, la bomba explotará y el equipo perderá a uno de los jugadores y la cantidad asignada a esa bomba. La bomba dorada tiene $100.000 pesos y se va incrementando programa a programa.

### Primera fase
En esta fase solo comienza concursando un solo miembro del equipo activo, que debía responder a cada una de las cuatro preguntas representadas con una bomba cada una. Las dos primeras bombas tienen cuatro opciones de respuesta y una duración de 45 segundos, mientras que las dos últimas tienen cinco opciones y otorgan un minuto de tiempo para ser respondidas. Dichas bombas explotan en el caso de que el concursante corte el cable correspondiente a la respuesta correcta de la pregunta; de esa forma, el concursante previamente elegido quedaba eliminado y un nuevo jugador del mismo equipo ocupaba su lugar. El total de respuestas que aspiran a acertar suman una cantidad de 28.000 pesos entre los valores de cada una de las preguntas (4.000, 6.000, 8.000 y 10.000 pesos). El equipo continúa salvo fallar las cuatro respuestas, pues no le quedarían concursantes activos para seguir jugando. En ese caso, el otro equipo jugaría en la segunda fase.

### Segunda fase
En la segunda fase juega una persona de cada equipo, elegida previamente por cada uno de ellos. Es una fase clasificatoria en la que uno de los dos equipos será eliminado. Los dos representantes de cada equipo se enfrentan a una bomba de color plata con siete cables, siete opciones de respuesta, de la que, por turnos deberán cortar un cable en 15 segundos. En el momento en que se cometa el primer error, el equipo que haya fallado quedará eliminado de forma instantánea. En caso de acierto por parte de los dos equipos, se enfrentarán a sucesivos artefactos hasta que uno de ellos falle. En esta fase se puede utilizar un comodín que sirve para que el concursante elija a un compañero en activo para resolver uno de los cables siempre antes que empieza el tiempo.
Si en la primera fase un equipo resultase eliminado, el otro equipo jugaría la bomba plateada para doblar lo conseguido; y aunque al concursante que vaya a cortar los cables le estalle la bomba al equivocarse, no será eliminado.

### Fase final
Los concursantes en activo del equipo ganador juegan juntos la última bomba, que es dorada. Esta contiene 10 cables que deben resolver en dos minutos. En caso de hacerlo correctamente, se llevarán el bote, el cual parte de 100.000 pesos en el primer programa y va aumentando cada día en 20.000, cada vez que un equipo se lleva el bote en el programa anterior. Por el contrario, si fallan, no se llevarán el bote, pero sí el dinero de las bombas desactivadas en la primera fase y regresarán en el siguiente programa.

## Episodios

### Gala 1

#### Equipos
| Azul                   | Resultado           | Rojo               | Resultado                | Amarillo            | Resultado              | Verde                 | Resultado                |
| Federico Martínez      | Eliminado En Fase 2 | Micaela Albarracín | Ganadora del Episodio 1  | Yahir Lozano        | Ganador del Episodio 1 | Ornella Pulgar        | Finalista del Episodio 1 |
| María Luisa Galileo    | Eliminada En Fase 2 | Melina Urcznykky   | Ganadora del Episodio 1  | José María Martínez | Eliminado En Fase 2    | Catalina Ellespanyets | Finalista del Episodio 1 |
| Abigail Herrero        | Eliminada En Fase 2 | Cristhel Barra     | Finalista del Episodio 1 | Abril Bosé          | Eliminada En Fase 2    | Valentín Oyertanazaga | Eliminado En Fase 2      |
| Nicoletta Constantinos | Eliminada En Fase 1 | Guadalupe Acosta   | Eliminada En Fase 1      | Nahuel Pardo        | Eliminado En Fase 1    | Melina Vojvoda        | Eliminada En Fase 1      |

Sub: Equipos ganadores

## Mecánica (2016)

### Primera fase
Un equipo de 4 concursantes van a tener que desactivar una bomba de 10 mil Pesos los que la desactivan pasan a la bomba de plata y los que no quedan eliminados del programa.

### Segunda fase
En esta etapa los concursantes que quedaron compiten entre ellos para que le explote la bomba a la otra persona, si la persona que no le explote la bomba pasa a la fase final la de la bomba de oro.

### Fase final
En la fase final el jugador juega por la bomba dorada. Esta contiene 10 cables que deben resolver en dos minutos. En caso de hacerlo correctamente, se llevarán el bote, el cual parte de 100.000 pesos en el primer programa y va aumentando cada día en 10.000, cada vez que un equipo se lleva el bote en el programa anterior. Por el contrario, si fallan, no se llevarán el bote, pero sí el dinero de las bombas desactivadas en la primera fase y regresarán en el siguiente programa.

## Audiencia
| Programa | Fecha del programa       | Índice de audiencia |
| -------- | ------------------------ | ------------------- |
| 1        | 30 de septiembre de 2015 | 13.1                |
| 2        | 7 de octubre de 2015     | 15.3                |
| 3        | 14 de octubre de 2015    | 11.9                |
| 4        | 21 de octubre de 2015    | 11.3                |
| 5        | 28 de octubre de 2015    | 10.7                |
| 6        | 4 de noviembre de 2015   | 8.4*                |
| 7        | 11 de noviembre de 2015  | 12.4                |
| 8        | 18 de noviembre de 2015  | 10.6                |
| 9        | 25 de noviembre de 2015  | 10.2                |
| 10       | 9 de diciembre de 2015   | 8.1                 |
| 11       | 17 de diciembre de 2015  | 5.0**               |
| 12       | 31 de diciembre de 2015  | 8.8[cita requerida] |
| 13       | 6 de enero de 2016       | 8.7                 |

     – Índice de audiencia más alto del ciclo.
     – Uno de los 5 programa más vistos de ese día.
     – No entró entre los 5 programas más vistos.
     – Índice de audiencia más bajo del ciclo.
- (*) El día 4 de noviembre tuvo su índice de audiencia más bajo hasta el momento debido a que compitió todo el programa contra la final de la Copa Argentina 2014-15 Boca Juniors vs. Rosario Central (23.2).
- (**) El programa del 17 de diciembre se hace un jueves debido a que el miércoles 16 hay un especial del programa Susana Giménez en conmemoración de los 25 años de Telefe. Y ese día consiguió su marca más baja, debido a que compitió con Showmatch que se emite por El Trece.

Fuente: IBOPE (Argentina)